# トレッツォ・マホロ
トレッツォ・マホロ（Trezzo Mahoro,　1996年7月18日 - ）は、ルワンダ出身の俳優である。